# Légions polonaises pendant la Première Guerre mondiale
Pour les articles homonymes, voir Légion polonaise.

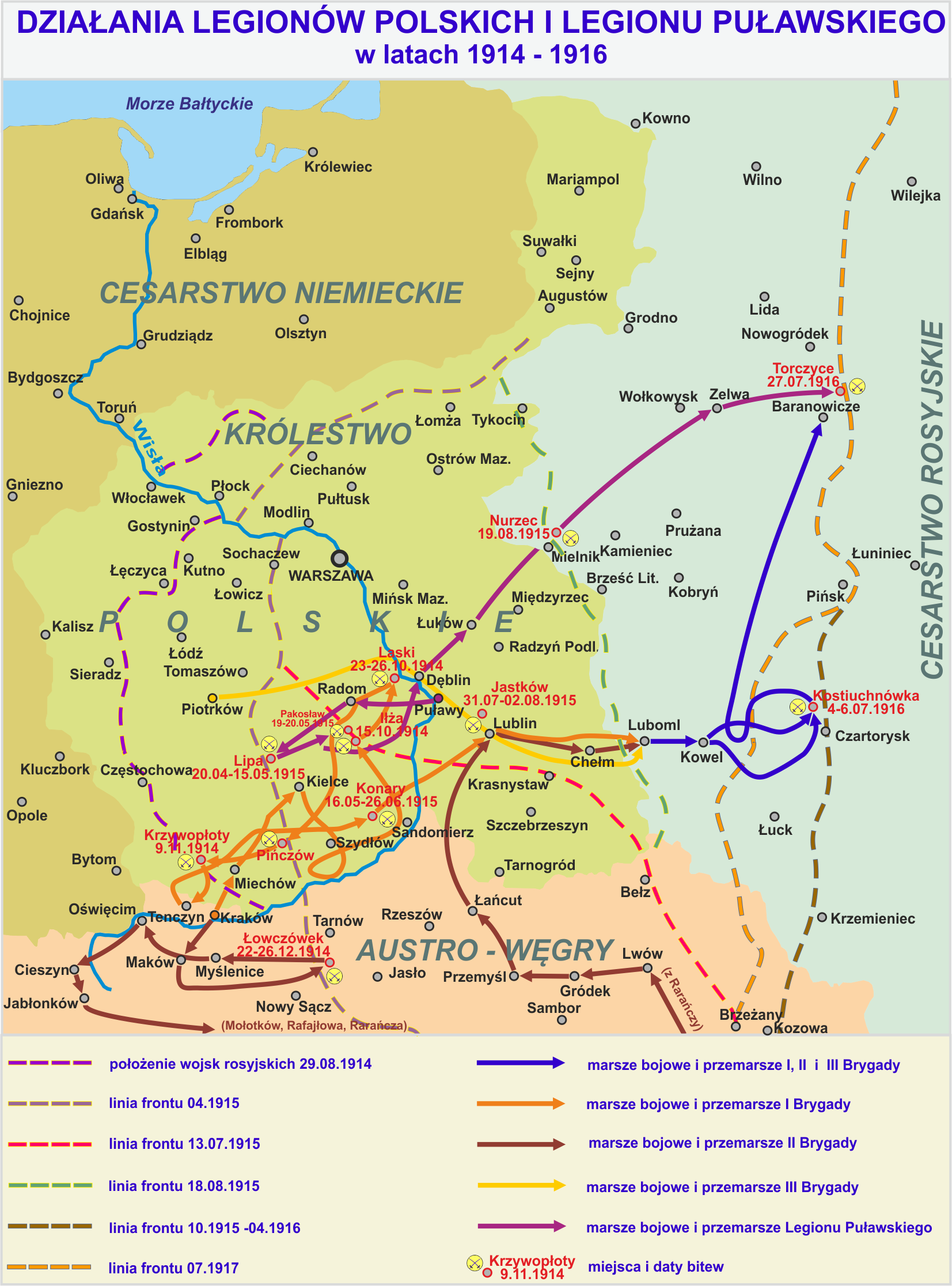
Marche des légions polonaises de 1914 à 1916 à travers la Galicie austro-hongroise (rose), la Pologne russe (vert clair) et les autres provinces de l'Empire russe (bleu-vert) : pro-russe (violet), 1re, 2e et 3e brigades pro-autrichiennes (orange, brun et jaune) et les 3 brigades réunies (bleu)

Les Légions polonaises pendant la Première Guerre mondiale (en polonais : Legiony Polskie) sont des unités militaires constituées de volontaires polonais créées par les différents belligérants de la Première Guerre mondiale, d'abord du côté des empires centraux (Autriche-Hongrie et Empire allemand), contre des promesses d'indépendance ou d'autonomie à un peuple morcelé entre plusieurs dominations depuis les partages de la Pologne. Sous différents commandants comme Józef Haller et Józef Piłsudski, ces légions combattent sur le front de l'Est et certains, plus tard, sur le front italien. La révolution de février-mars 1917 qui crée une République russe démocratique, les fait passer dans le camp des puissances des Alliés de la Première Guerre mondiale. En juillet 1917, la plupart de leurs hommes refusent de prêter serment au royaume de Pologne sous tutelle austro-allemande. Plusieurs unités polonaises servent dans les forces du gouvernement provisoire russe en 1917 puis sur le front français (Armée bleue) en 1918.

## Création

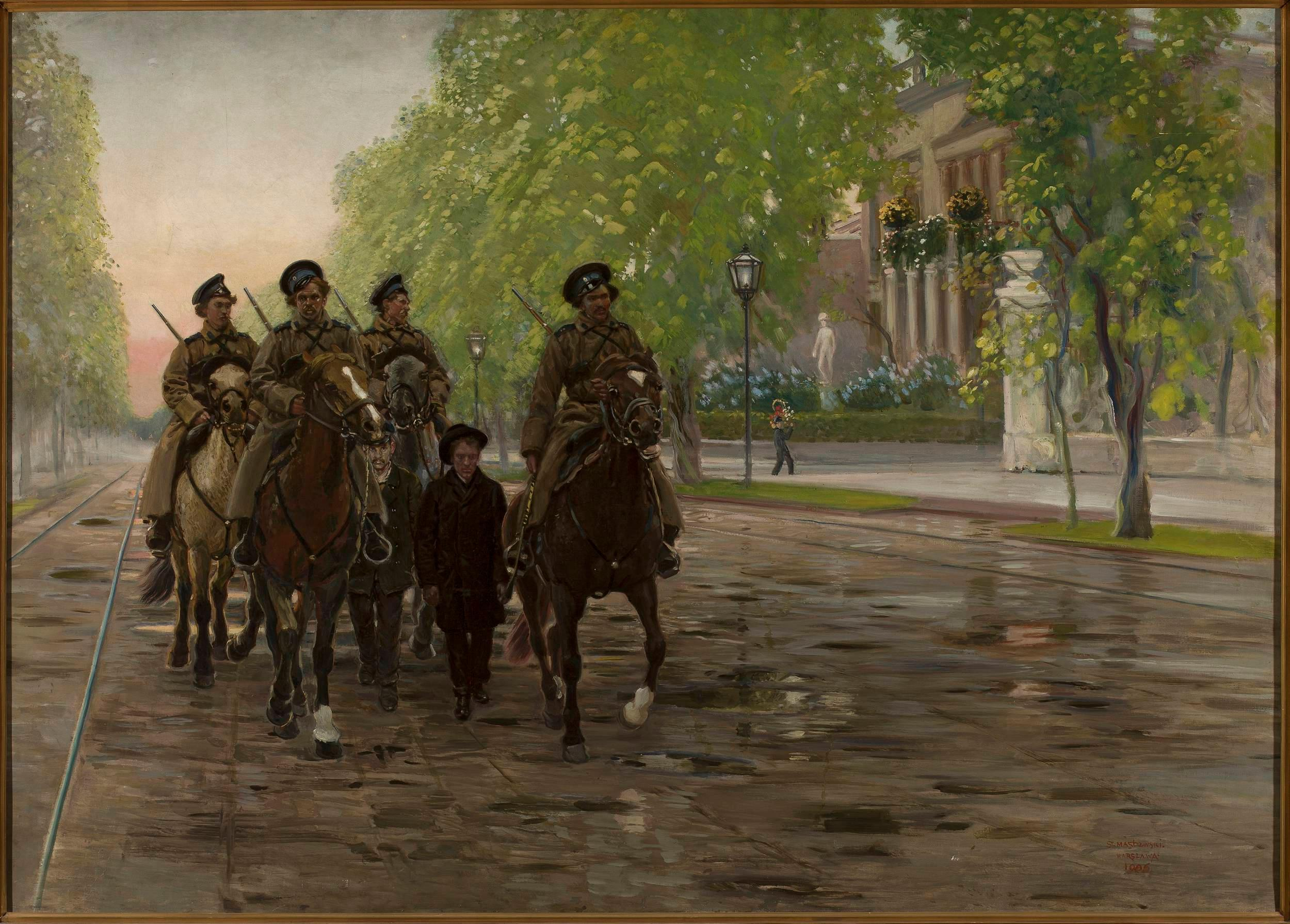
Arrestation de deux manifestants polonais par les cosaques russes en 1905, par Stanisław Masłowski, 1906

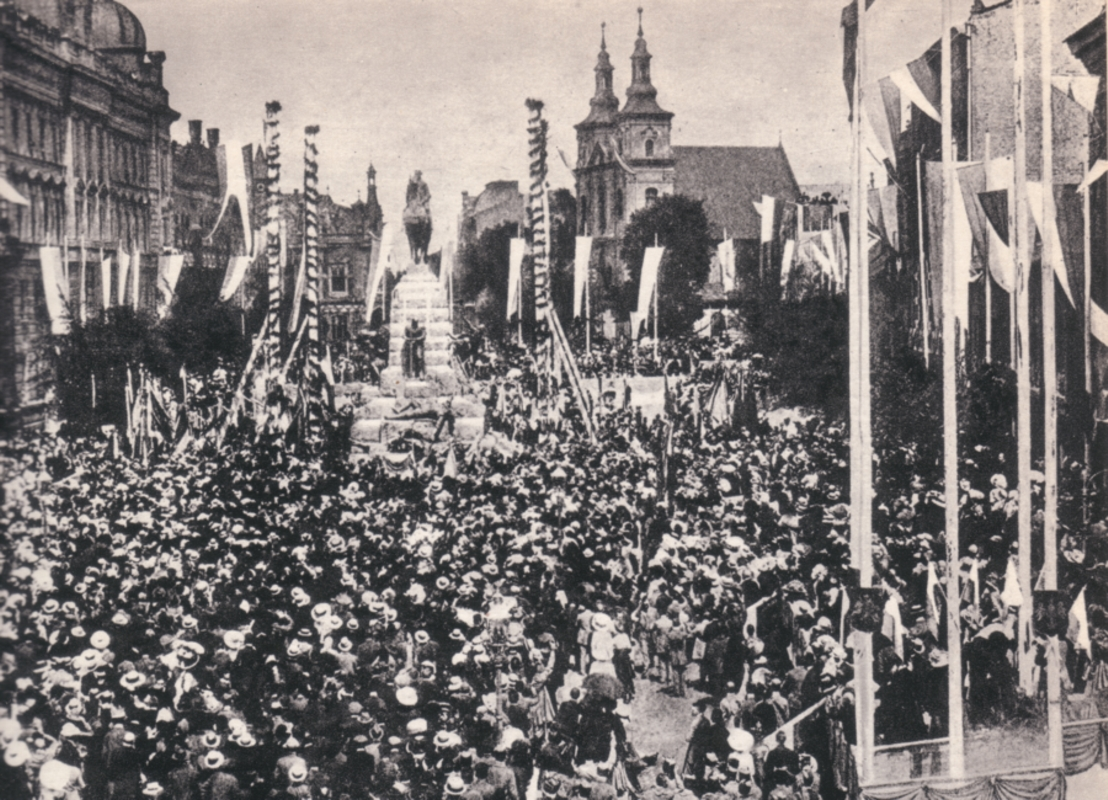
Manifestation patriotique polonaise autour du monument de la bataille de Grunwald à Cracovie, 1910

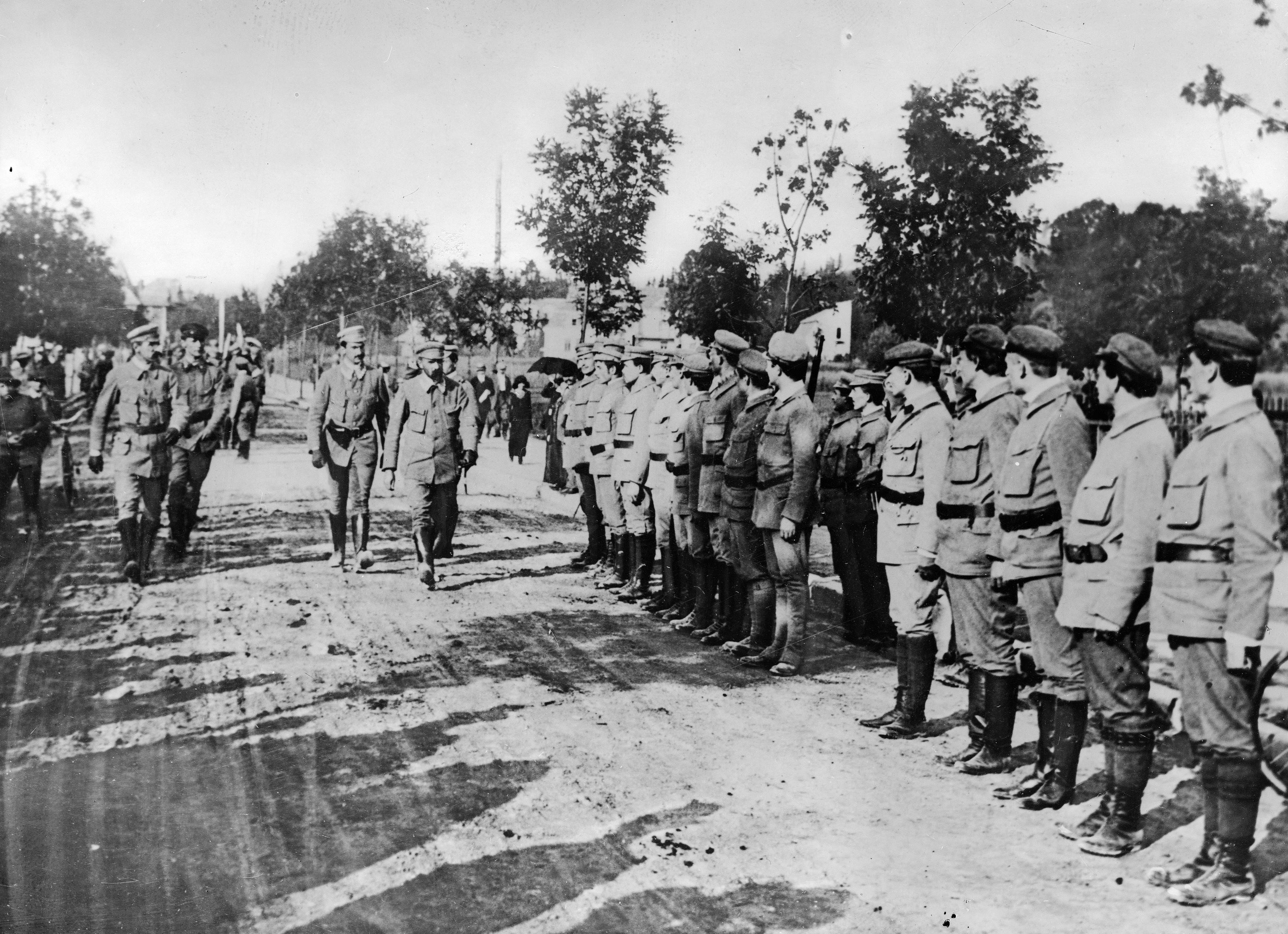
Józef Piłsudski passant en revue les tirailleurs polonais, août 1913

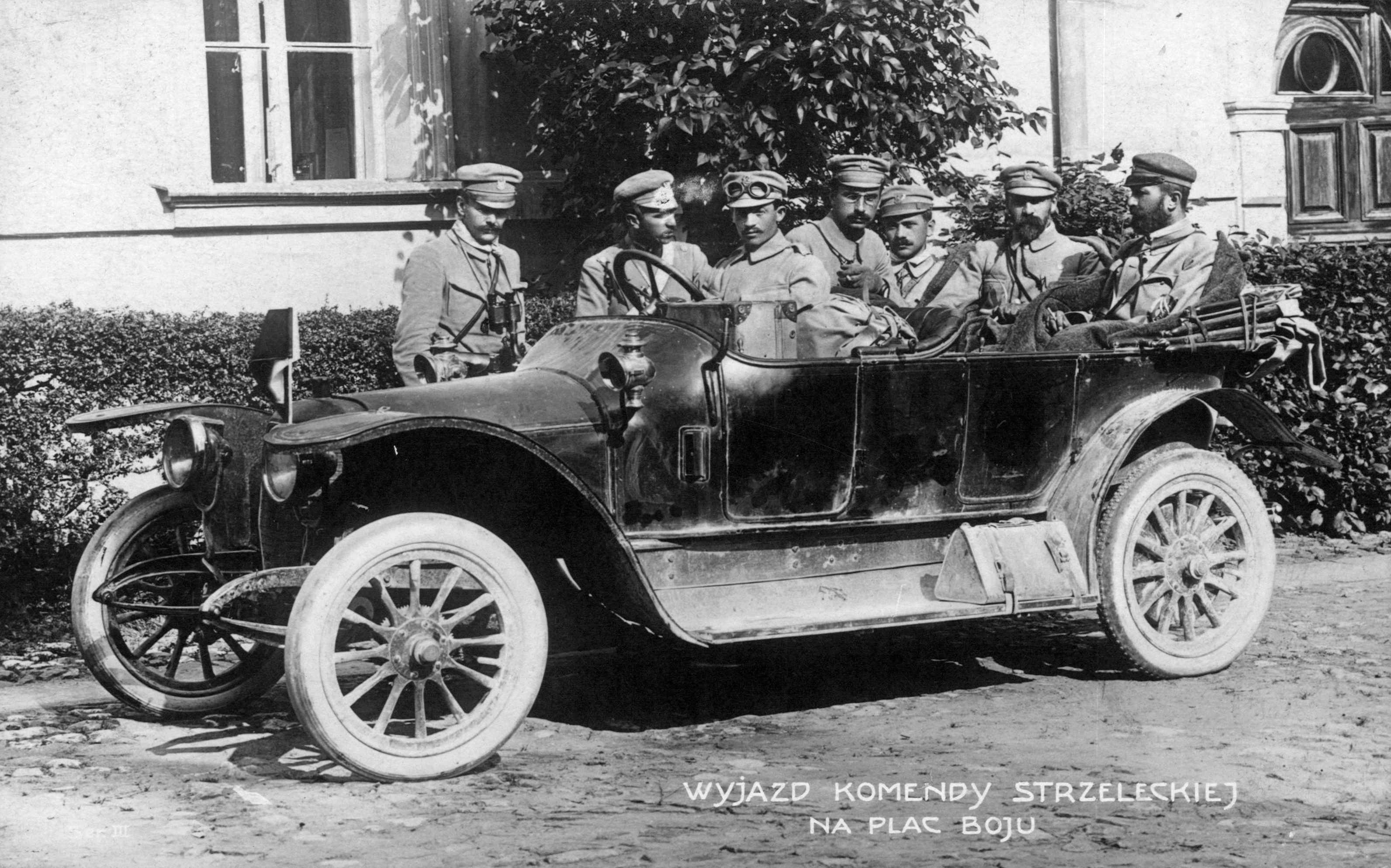
Józef Piłsudski et son état-major entrant à Kielce le 12 août 1914

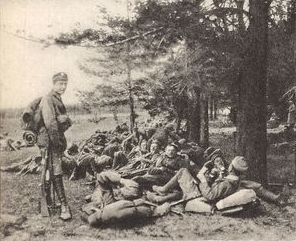
Légionnaires polonais, 1914-1917

Au début du XXe siècle, la crise intérieure de l'Empire russe s'accompagne d'un réveil du sentiment national polonais, particulièrement dans la Pologne russe. Pendant la révolution russe de 1905, le militant indépendantiste Józef Piłsudski tente de créer une force insurrectionnelle polonaise et prend contact avec le Japon (alors en guerre contre la Russie) pour se procurer des armes. En 1908, sous le couvert des unions sportives (Sokół (en)), les nationalistes polonais développent des sociétés de tir et, à partir de 1912, des « légions » clandestines, sur le territoire de la Galicie austro-hongroise, destinées à combattre les Russes.
Pendant la crise de juillet 1914, alors que la guerre va éclater entre l'Autriche-Hongrie et la Russie, les légionnaires de Piłsudski se préparent à une expédition pour soulever la Pologne russe. Le 1er août 1914, jour de la déclaration de guerre, avec l'assentiment tacite des autorités austro-hongroises, 1 982 légionnaires armés de carabines à un coup et portant des selles de cheval sur leur dos entrent en territoire russe dans le gouvernement de Kielce. Ils atteignent Jędrzejów, puis Kielce le 12 août, mais sans rencontrer l'accueil espéré et sans pouvoir accéder au bassin minier de Dombrowa où ils espéraient le soutien des ouvriers.
Le 14 août 1914, le grand-duc Nicolas Nikolaïevitch de Russie (1856-1929), oncle du tsar Nicolas II et chef de l'armée russe, lance un appel aux peuples slaves d'Autriche-Hongrie pour qu'ils se joignent à la Russie. Pour couper court aux tentatives des Austro-Allemands visant à soulever la Pologne russe, il appelle « à la renaissance sous ce sceptre [russe] d'une Pologne libre de sa foi, de son langage et ayant droit de se gouverner elle-même ». Cette proclamation, approuvée en sous-main par le tsar et le conseil des ministres, se révélera vite en contradiction avec la réalité de l'occupation russe en Pologne. Les Russes, qui occupent la Galicie orientale après la débâcle de l'armée austro-hongroise à la bataille de Lemberg (Lviv), y mènent une politique de russification, implantent des fonctionnaires russes et ferment 3 000 écoles polonaises et ruthènes. L'opinion polonaise et le clergé catholique de Galicie entretiennent une résistance passive à la présence russe : seul le Parti national-démocrate de Roman Dmowski, convaincu que le démantèlement de l'Autriche-Hongrie est inévitable, se montre favorable à la Russie.
Le 9 septembre 1914, le chancelier allemand Bethmann-Hollweg promet un régime d'autonomie à la Pologne, à la Lituanie et à l'Ukraine. Les Allemands envisagent de créer une unité à partir des déserteurs polonais de l'armée russe mais ce projet est vite abandonné.
C'est l'Autriche-Hongrie qui, pour gagner l'appui des nationalistes polonais, autorise la formation de la première légion polonaise officielle : celle-ci prête serment les 4 et 5 septembre 1914 comme unité de la Landwehr (armée territoriale) austro-hongroise. Elle intègre les 4 000 volontaires rassemblés à Kielce par Józef Piłsudski, lequel fait figure de chef militaire tout en gardant ses distances avec le Comité national pro-autrichien de Cracovie.
Dans le même temps, Piłsudski développe une organisation militaire secrète (Polska Organizacja Wojskowa ou POW, Organisation militaire polonaise) à l'intérieur de la Pologne russe : celle-ci restera clandestine même après la conquête de ces régions par les empires centraux en 1915,.
D'autres unités de volontaires polonais sont créées en 1914 parmi les Alliés de la Première Guerre mondiale : la Légion des Bayonnais, intégrée à la Légion étrangère française, et la Légion de Puławy (en), première des forces polonaises en Russie (en), créée par le Comité national polonais,.
Les légions polonaises et la POW ne représentent en fait qu'une petite partie des Polonais ayant pris part au conflit : au total, sur le territoire de l'ancien royaume de Pologne, 3 666 000 hommes dont 2 400 000 d'origine polonaise seront mobilisés dans les armées régulières russe, austro-hongroise et allemande et 450 000, dont 300 000 Polonais, y seront tués.

## Dans le camp des empires centraux

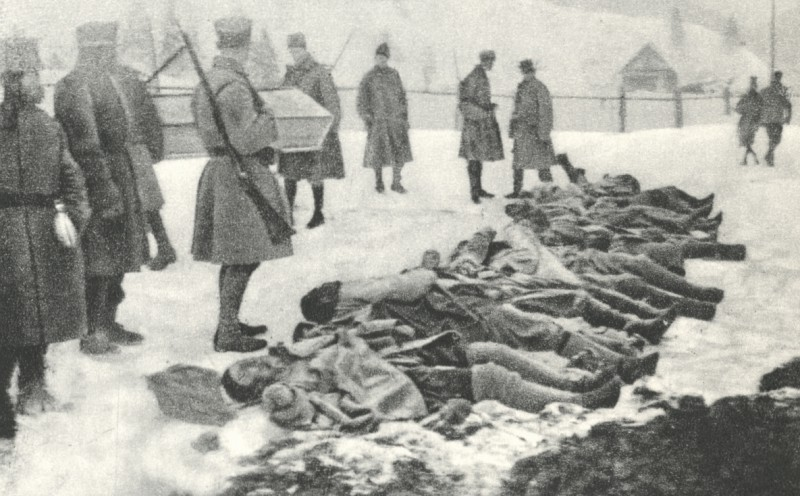
Bataille de Rafajłową, janvier 1915

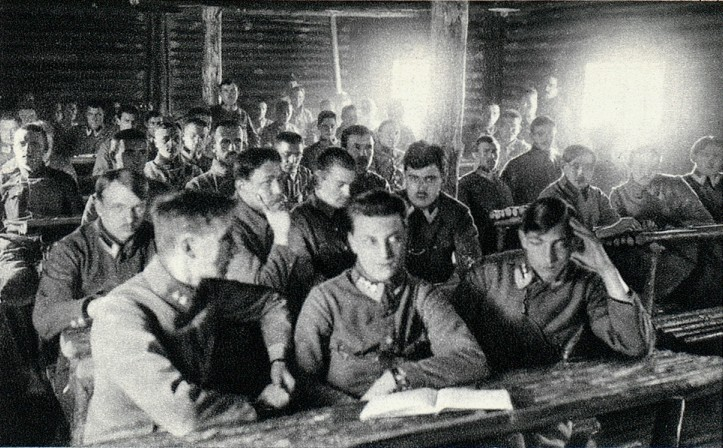
École des cadets de la légion polonaise, 1916

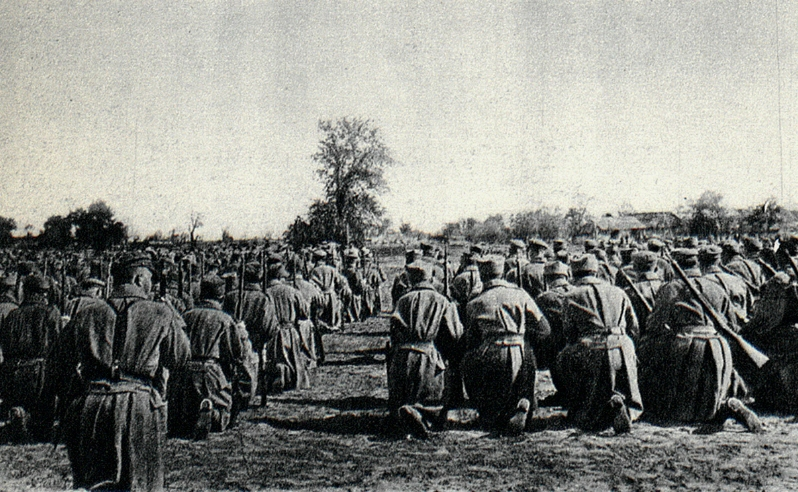
Légionnaires en prière, 1915-1916

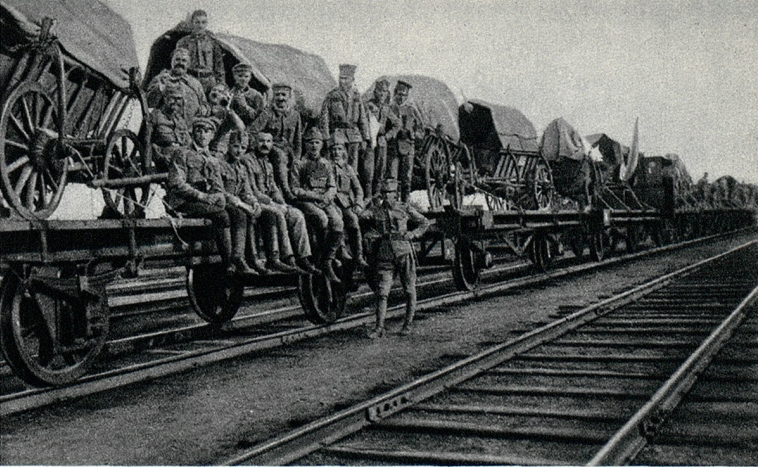
Légionnaires sur la voie ferrée, 1914-1917

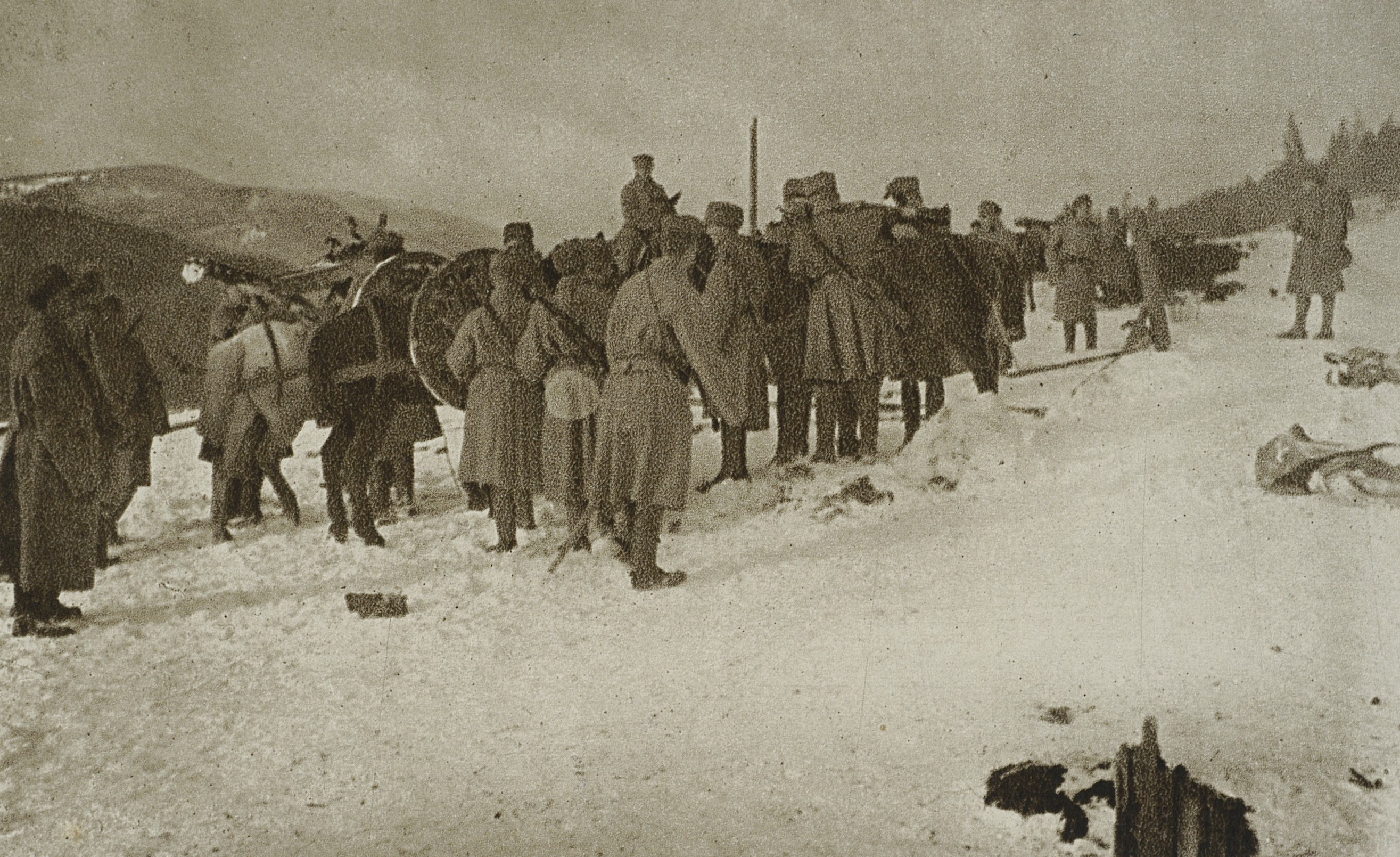
Artillerie de montagne de la 2e brigade polonaise dans les Carpates, 1915.

À l'automne 1914, la Légion polonaise de l'armée austro-hongroise compte deux régiments et environ 5 000 hommes. Ils sont engagés dans la bataille des Carpates. Les légionnaires combattent à la bataille de Krzywopłoty (en) (17-18 novembre 1914), que Piłsudski appelle « nos Thermopyles ». Ils se distinguent à la bataille de Łowczówek (en) (22-25 décembre 1914) où, au prix de 50 % de pertes, ils parviennent à couvrir la retraite austro-hongroise, puis à celle de Rafajlowa (en) dans les monts Gorgany (23-24 janvier 1915).
En mars 1915, l'échec d'une offensive austro-hongroise en Galicie entraîne la dislocation d'une partie des légions. Toutefois, dans l'ensemble, les légionnaires polonais sont fortement motivés, souvent intellectuels, et font figure de troupes d'élite. Leurs officiers, généralement jeunes, parfois indisciplinés, n'ont que peu de respect pour les puissances qui les soutiennent. Les légionnaires sont souvent issus de la noblesse et imprégnés de culture romantique polonaise, en particulier de l'œuvre de Henryk Sienkiewicz : ils prennent des noms de guerre empruntés aux personnages de Sienkiewicz et composent des poèmes ou des dessins d'inspiration héroïque et mystique.
Au cours de l'année 1915, la Grande Retraite de l'armée russe fait passer sous occupation austro-allemande la plus grande partie de la Pologne. La Légion compte alors trois brigades de 5 000 à 5 500 hommes chacune :
- 1re brigade (Józef Piłsudski jusqu'en septembre 1916 puis Kazimierz Sosnkowski puis Marian Januszajtis-Żegota (en))
- 2e brigade (Mieczysław Zaleski (pl) puis Ferdynand Küttner (pl) puis Józef Haller)
- 3e brigade (Wiktor Grzesicki (pl) puis Stanisław Szeptycki (en))

En juin 1916, les trois brigades obtiennent de former un corps polonais unique, comptant 25 000 hommes au total, sous un uniforme spécifique. Lors de la bataille de Kostiuchnówka (en) en Volhynie (4-6 juillet 1916), 5 000 légionnaires, au prix de 40 % de pertes, arrêtent l'attaque de 13 000 Russes et permettent à l'armée austro-hongroise de s'échapper.
Le 9 novembre 1916, le général Hans von Beseler, gouverneur allemand de la Pologne occupée, annonce à Varsovie la prochaine renaissance d'un royaume de Pologne lié aux empires centraux. Beseler rend hommage à Piłsudski qu'il salue comme un « grand patriote polonais » et « vrai père de l'armée polonaise ». Les Allemands, prenant conscience de l'importance de l'enjeu polonais, s'efforcent d'évincer les Austro-Hongrois de l'administration de la Pologne occupée. Le 14 janvier 1917, le conseil d’État du royaume polonais décrète la création d'une armée polonaise sous commandement allemand mais les Polonais, aussi hostiles aux Allemands qu'aux Russes, sont peu nombreux à s'y engager : la nouvelle armée ne rassemble que 1 500 volontaires.
Entre-temps, les Français, favorables à la cause polonaise, accentuent leur pression sur leur allié russe pour qu'il accorde la liberté à la Pologne : en mai 1916, la mission Briand-Thomas la présente comme une exigence prioritaire. Le 10 mars 1917, Nicolas II se résigne à signer un projet d'indépendance complète. Il n'a pas le temps de le mettre en œuvre : quelques jours plus tard, il est renversé par la révolution de Février (15 mars 1917 dans le calendrier grégorien).

## Changement de camp

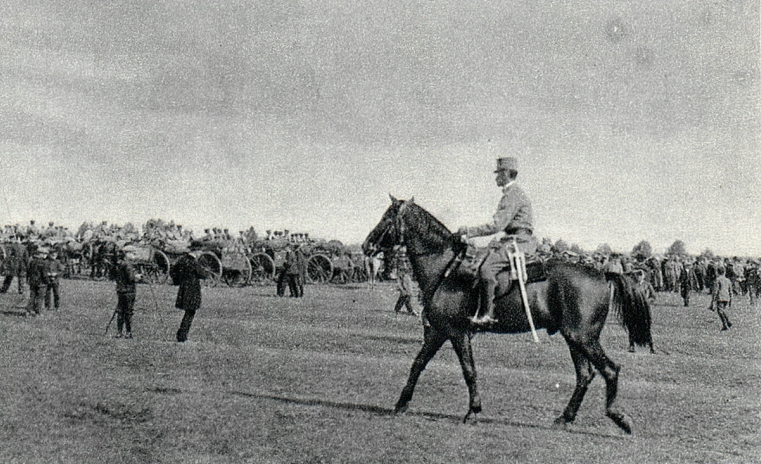
Défilé des légionnaires devant le général Zieliński, 1915-1917

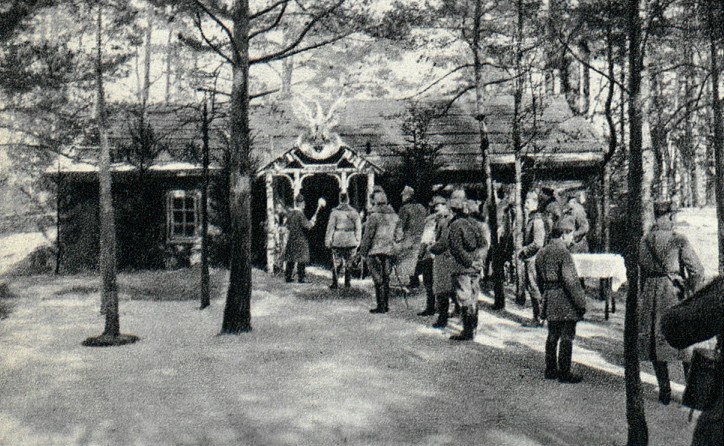
Quartier général de la 3e brigade polonaise en Volhynie, 1915-1916.

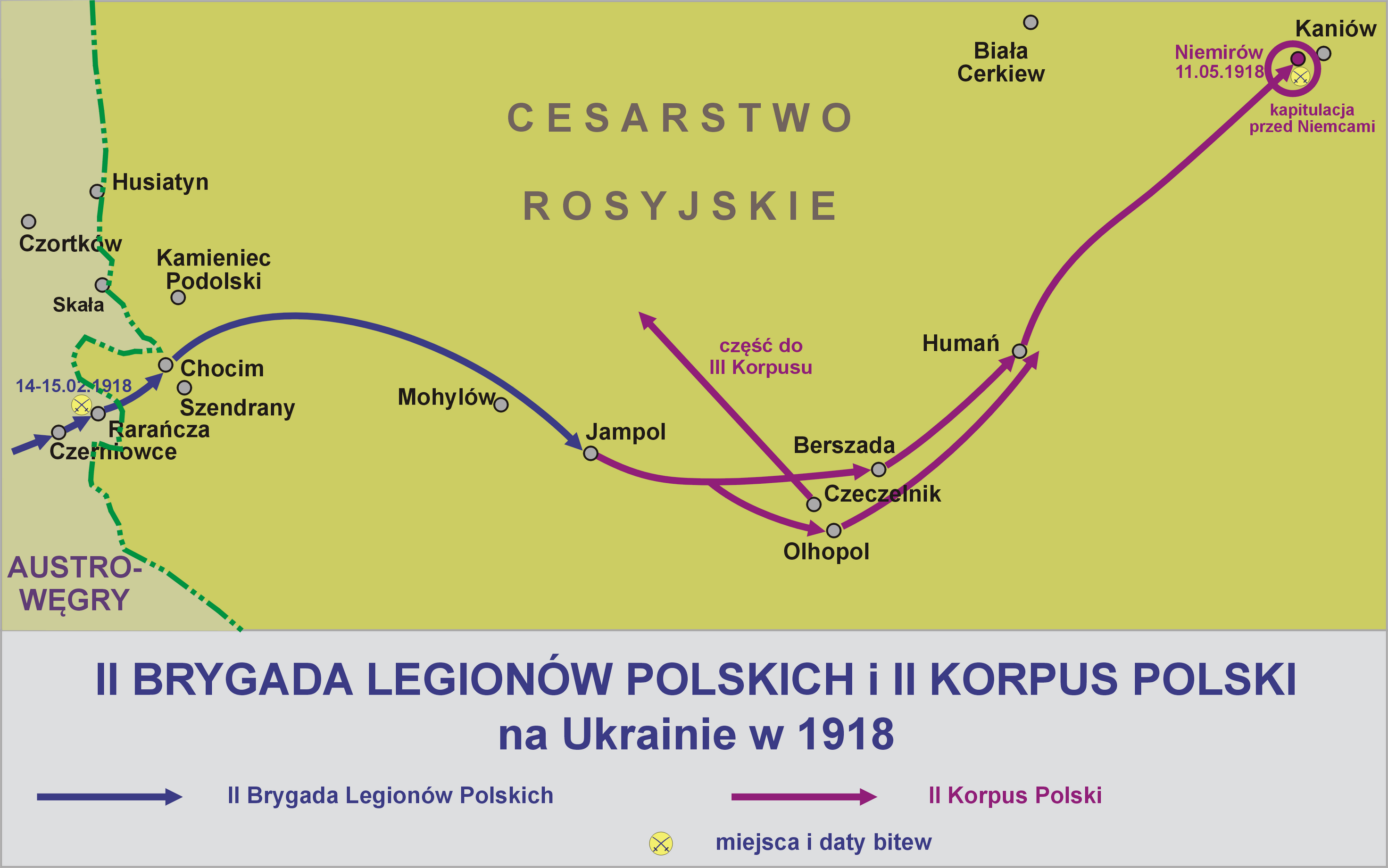
Retraite des volontaires polonais, février-mai 1918 : 2e brigade légionnaire (bleu) et 2e corps polonais (violet)

La chute de l'autocratie en Russie change la position des Polonais pour qui, jusqu'ici, la Russie était l'adversaire principal. Le 30 mars 1917, le gouvernement provisoire russe du prince Lvov proclame un « État polonais librement uni à la Russie ». En mai 1917, une nouvelle légion polonaise, l'Armée bleue (vêtue de l'uniforme français bleu horizon) est constituée en France, formée de volontaires polonais venus des États-Unis ou des camps de prisonniers de guerre allemands et austro-hongrois. Piłsudski, de plus en plus en rupture avec la politique austro-allemande, démissionne le 2 juillet 1917. Le 9 juillet, le conseil de régence pro-allemand demande aux volontaires originaires de la Pologne russe de prêter serment à Guillaume II, empereur d'Allemagne, et à Charles Ier, empereur d'Autriche et roi de Hongrie : sur 9 000 hommes, 5 200 refusent. Sur 8 000 hommes originaires de Galicie austro-hongroise, 3 000 refusent. 5 000 hommes environ restent dans le Corps auxiliaire polonais (de) (Polnisches Hilfskorps), rattaché à l'armée austro-hongroise, sous le commandement du général Zygmunt Zieliński (en),. Piłsudski est arrêté le 22 juillet 1917. Les légionnaires ayant refusé le serment sont internés ou dispersés sur d'autres fronts.
Après la coup d'état des bolcheviks (novembre 1917) et l'armistice du 15 décembre 1917, les hostilités prennent fin sur le front de l'Est entre les empires centraux et le gouvernement bolchevik, mais se poursuivent sporadiquement entre ce dernier et ses nombreux adversaires : anarchistes, russes blancs et forces des nations non-russes qui aspirent à l'indépendance (dont les ukrainiens et les légions polonaises). Cependant, les deux traités de Brest-Litovsk signés par les empires centraux début 1918 : celui avec la Russie soviétique et celui avec la République populaire ukrainienne, se traduisent par la neutralité des bolcheviks et le retrait de l'Armée rouge des territoires baltes, biélorusse et ukrainien, au profit de l'armée allemande qui en prend possession. Ces traités sont dénoncés par les nationalistes polonais qui refusent la cession à l'Ukraine du territoire de Chełm, historiquement polonais. Le 15 février 1918, la 2e brigade du général Haller, forte de 1 500 hommes, franchit les lignes russes et roumaines en Bucovine pour continuer la guerre du côté de l'Entente. La courte bataille de Rarańcza (en) (15-16 février 1918) oppose les légionnaires polonais aux Austro-Hongrois. La brigade Haller parvient à rejoindre le 2e corps polonais (en), unité créée par le gouvernement provisoire russe avant la prise de pouvoir des bolcheviks. Lors de l'invasion de l'Ukraine par les Austro-Allemands, les Polonais battent en retraite jusqu'au Dniepr. Encerclés par les Allemands lors de la bataille de Kaniów (en) (Kaniv, 10-11 mai 1918) et à court de munitions, la moitié des légionnaires sont capturés et désarmés. Les autres, avec Haller, parviennent à gagner Mourmansk et à s'embarquer pour la France. Par la suite, les légionnaires polonais dispersés en Russie rejoignent les Armées blanches pour combattre les bolcheviks.
À l'automne 1918, les défaites des empires centraux entraînent la dislocation de l'Empire austro-hongrois faisant suite à celle de l'Empire russe. Le 28 septembre, l'Armée bleue du général Haller est reconnue par l'Entente comme « armée alliée belligérante ». Le 19 octobre, un conseil national polonais se constitue à Teschen (Cieszyn), en Silésie austro-hongroise. Le 23 octobre, le conseil de régence du royaume de Pologne forme un nouveau gouvernement dirigé par Józef Świeżyński (en). Le 29 octobre, un « comité polonais de liquidation » se crée à Cracovie, capitale de la Galicie occidentale. Les 30 et 31 octobre, les soldats polonais de Cracovie se mutinent et s'emparent des casernes. Au début de novembre 1918, des conseils d'ouvriers et de soldats se multiplient en Pologne. Tandis que la révolution de Novembre éclate en Allemagne, les troupes allemandes de Varsovie sont désarmées. Plusieurs gouvernements polonais concurrents se mettent en place, à Varsovie, Cracovie et Lublin. Le pays ne retrouve un semblant d'unité qu'avec le retour de Piłsudski, libéré de la forteresse de Magdebourg le 10 novembre, malgré la rivalité qui l'oppose au Comité national polonais reconnu par les Alliés et par l'armée Haller.

## Les légions dans la mémoire polonaise
Les légions polonaises, dont l'effectif total n'a guère dépassé 25 000 à 30 000 hommes, ont progressivement accaparé l'essentiel de la mémoire nationale polonaise de la Première Guerre mondiale. Cette construction mémorielle, pendant la période de la deuxième république polonaise (1918-1939), s'accompagne d'une rivalité politique et symbolique entre leurs trois composantes : celle des légionnaires de Piłsudski et de l'Organisation militaire clandestine, celle des « dowboriens » du général Józef Dowbor-Muśnicki (en), représentant les corps polonais de l'armée russe, et celle des partisans du général Haller. Les relations parfois tendues entre ces trois groupes s'accompagnent d'une opposition politique entre le Parti national-démocrate et Piłsudski, qui revient au pouvoir par un coup d’État en mai 1926. En 1928, les anciens combattants se scindent en deux organisations : la Légion de la République polonaise, rassemblant les partisans de Haller et Dowbor-Muśnicki, et la Fédération des unions polonaises des défenseurs de la patrie, autour de Piłsudski. Ces deux corps se disputent la représentation à l'intérieur du pays et dans la Fédération interalliée des anciens combattants (FIDAC), reléguant dans l'oubli les combattants polonais des armées russe, austro-hongroise et allemande qui ont seulement droit à la pension d'invalide de guerre.

Mémoire des légions polonaises, 1914-1918
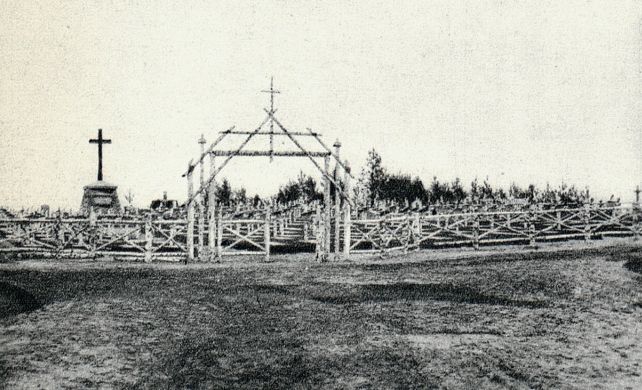
Cimetière de la légion polonaise à Grywiatce, v. 1916-1918
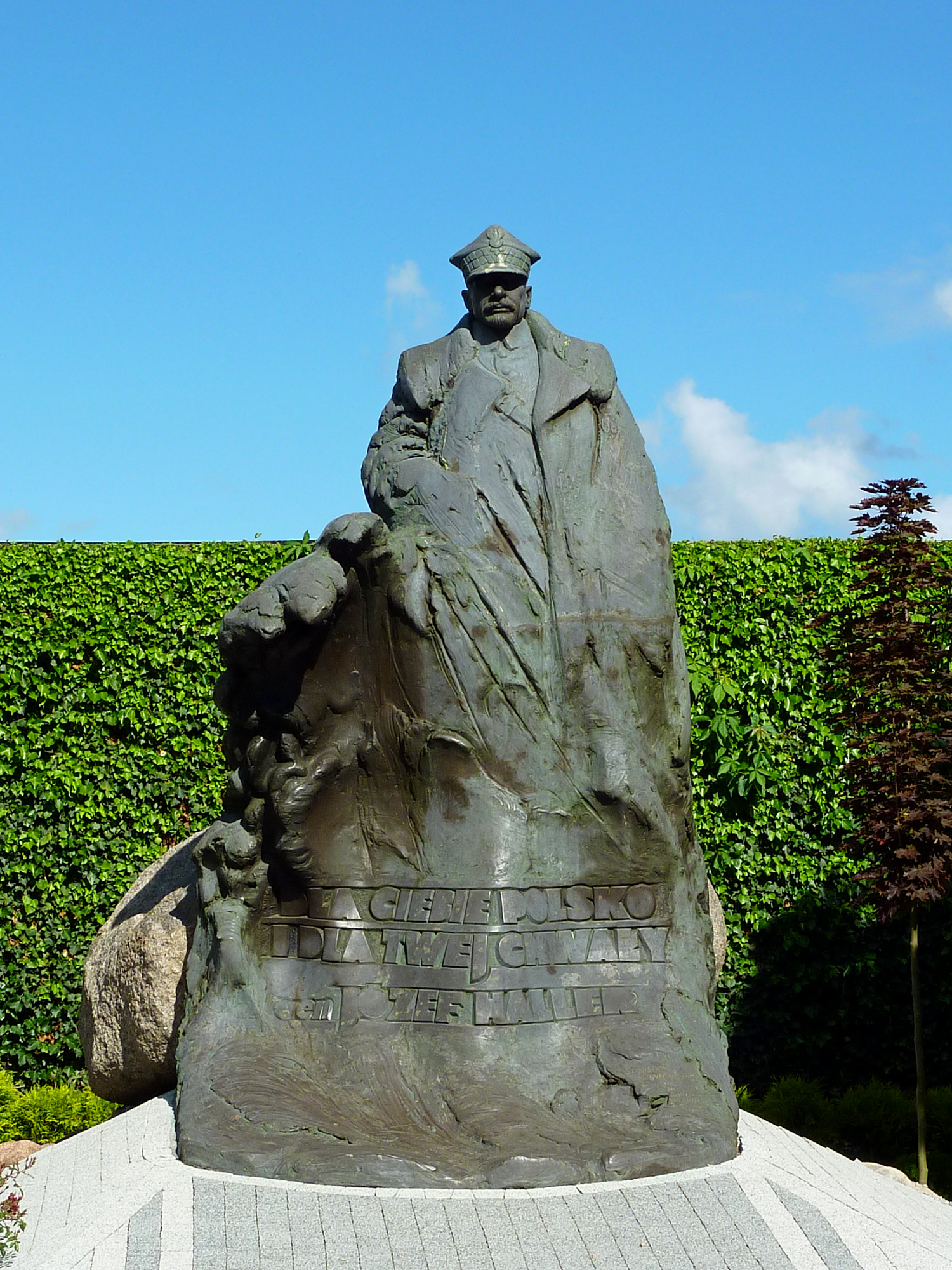
Monument du général Józef Haller à Władysławowo
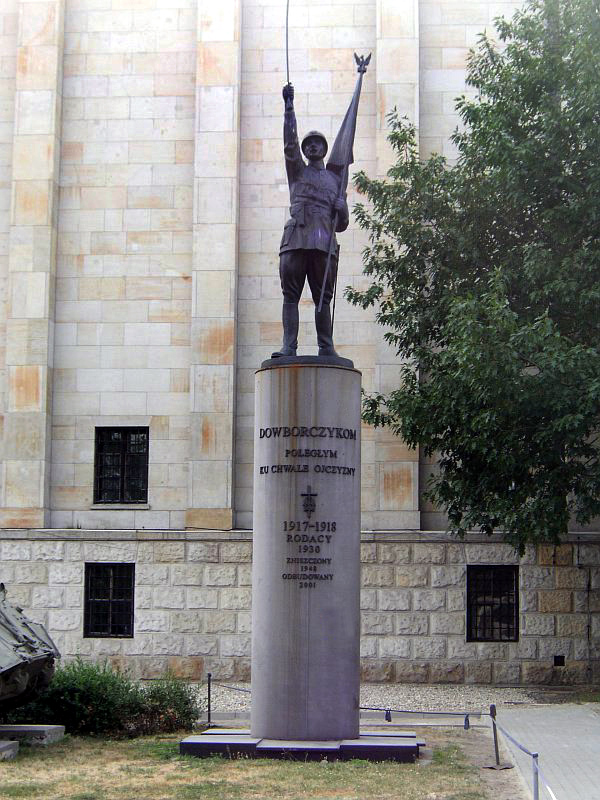
Monument du corps dowborien (en) à Varsovie
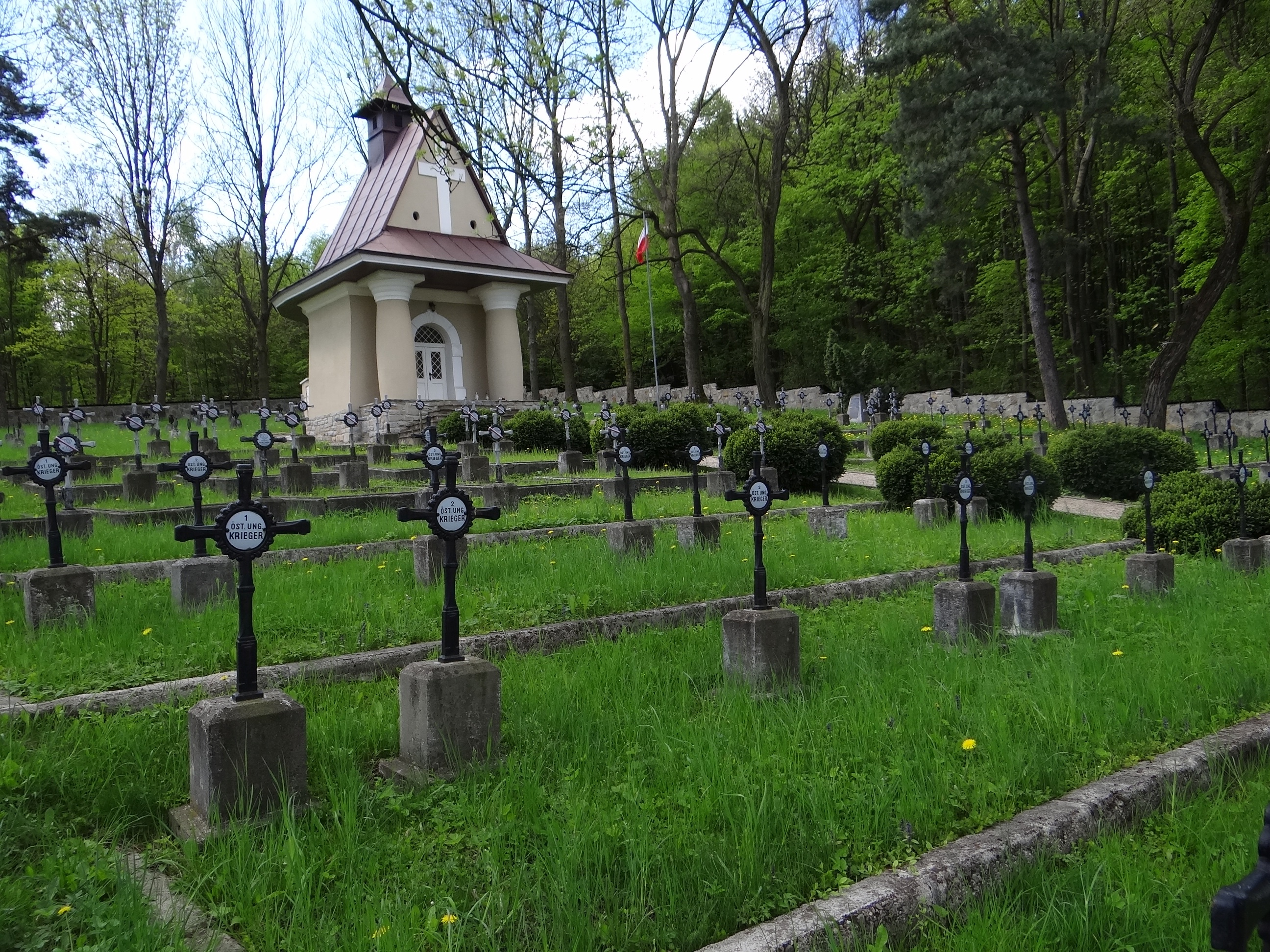
Cimetière militaire polonais de Łowczówek (Pleśna)

## Sources et bibliographie
- (en) Cet article est partiellement ou en totalité issu de l’article de Wikipédia en anglais intitulé « Polish Legions in World War I » (voir la liste des auteurs) dans sa version du 20 janvier 2018.
- Damian Szymczak, « Comment les Polonais retrouveront-ils leur indépendance ? », Guerres mondiales et conflits contemporains, vol. 4, no 260, 2015, p. 33-58
- Alexandre Sumpf, La Grande Guerre oubliée : Russie, 1914-1918, Paris, Perrin, coll. « Tempus » (no 670), 2017, 607 p. (ISBN 978-2-262-06917-9, OCLC 979260620, lire en ligne).
- Jean Lorcin, La Pologne de Piłsudski à Wałęsa : 11 novembre 1918-27 octobre 1991, Lyon, Jacques André éditeur, 2012, 590 p. (ISBN 978-2-7570-0202-5, OCLC 859755305)
- Schramm Tomasz, « La mémoire polonaise de la première guerre mondiale », Guerres mondiales et conflits contemporains, 2007/4 (no 228), p. 61-70
- Spencer Tucker, Laura Matysek Wood, Justin D Murphy, The European Powers in the First World War: An Encyclopedia, Garland, 1996
- (en) Mieczysław B Biskupski, Independence Day : myth, symbol, and the creation of modern Poland, Oxford, Oxford University Press, 2012, 200 p. (ISBN 978-0-19-965881-7, OCLC 867902602, lire en ligne)
- (en) Paul Latawski, The Reconstruction of Poland, 1914?23, Londres, Palgrave Macmillan UK Imprint Palgrave Macmillan, 1992 (ISBN 978-1-349-22187-5 et 978-1-349-22185-1, OCLC 7323689520, lire en ligne)
- (en) W. F. Reddaway et al., The Cambridge History of Poland, Cambridge University Press, 1941